# Cybianthus spicatus
Cybianthus spicatus är en viveväxtart som först beskrevs av Carl Sigismund Kunth, och fick sitt nu gällande namn av G. Agostini. Cybianthus spicatus ingår i släktet Cybianthus, och familjen viveväxter. Inga underarter finns listade i Catalogue of Life.